# Mistrzostwa Europy U-19 w Piłce Nożnej Kobiet 2024
Mistrzostwa Europy U-19 w Piłce Nożnej Kobiet 2024 – dwudziesty piąty turniej Mistrzostw Europy U-19. Po raz pierwszy wydarzenie to rozgrywane było na Litwie. Rozpoczęło się ono 15 lipca, a zakończyło 27 lipca 2024 roku.
W turnieju mogły wystąpić jedynie zawodniczki, które nie ukończyły 19. roku życia.

## Zakwalifikowane zespoły
Do finałowego turnieju zakwalifikowało się 8 drużyn. Oprócz Litwy, która ma zapewniony start jako gospodarz, 7 innych zespołów uzyskało kwalifikację poprzez eliminacje.
| Reprezentacja  | Sposób kwalifikacji | Ostatni występ | Najlepszy wynik                                  | Wynik        |
| -------------- | ------------------- | -------------- | ------------------------------------------------ | ------------ |
| Litwa U-19     | gospodarz           | debiutant      | debiutant                                        | Faza grupowa |
| Hiszpania U-19 | Zwycięzca grupy A1  | 2023           | Mistrzostwo (2004, 2017, 2018, 2022, 2023)       | Mistrzynie   |
| Irlandia U-19  | Zwycięzca grupy A2  | 2014           | Półfinał (2014)                                  | Faza grupowa |
| Anglia U-19    | Zwycięzca grupy A3  | 2022           | Mistrzostwo (2009)                               | Półfinał     |
| Francja U-19   | Zwycięzca grupy A4  | 2023           | Mistrzostwo (2003, 2010, 2013, 2016, 2019)       | Półfinał     |
| Serbia U-19    | Zwycięzca grupy A5  | 2012           | Faza grupowa (2012)                              | Faza grupowa |
| Holandia U-19  | Zwycięzca grupy A6  | 2023           | Mistrzostwo (2014)                               | II miejsce   |
| Niemcy U-19    | Zwycięzca grupy A7  | 2023           | Mistrzostwo (2000, 2001, 2002, 2006, 2007, 2011) | Faza grupowa |

## Miasta i stadiony
Mecze turnieju odbyły się na trzech stadionach w trzech miastach.
| Kowno                                | Kowno             |
| ------------------------------------ | ----------------- |
| Stadion im. S. Dariusa i S. Girėnasa |                   |
| Pojemność: 15 315                    |                   |
|                                      |                   |
| KownoMariampolJanów                  |                   |
| Mariampol                            | Janów             |
| Marijampolės Futbolo Arena           | Stadion Centralny |
| Pojemność: 6 250                     | Pojemność: 2 000  |
|                                      |                   |

## Kwalifikacje
W kwalifikacjach brało udział 51 reprezentacji, podzielonych na dwie ligi po siedem i sześć grup. Drużyny z Ligi A miały większe szanse na awans. Następnie w drugiej rundzie dochodziło do przetasowania grup na podstawie wyników. W drugiej rundzie najlepsi z ligi B, grali w lidze A o awans. Więcej informacji w artykule Mistrzostwa Europy U-19 w Piłce Nożnej Kobiet 2024 (eliminacje).

## Faza grupowa
Na podstawie:
Legenda
|  | Awans do fazy pucharowej. |
|  | Odpadnięcie z turnieju.   |

Gdy dwie lub więcej drużyn zakończy fazę grupową z taką samą liczbą punktów, o kolejności w tabeli decyduje:
1. bilans bramkowy
2. liczba goli zdobytych w fazie grupowej;
3. punkty zdobyte w meczach pomiędzy danymi drużynami;
4. różnica bramek w meczach pomiędzy danymi drużynami;
5. zdobyte bramki w meczach pomiędzy danymi drużynami;
6. klasyfikacja fair play;
7. losowanie.

Pogrubieniem oznaczono drużyny, które wywalczyły awans do półfinału.

### Grupa A
| Lp. | Drużyna      | M | Mecze | Mecze | Mecze | Bramki | Bramki | Bramki | Pkt |
| Lp. | Drużyna      | M | W     | R     | P     | +      | −      | +/−    | Pkt |
| --- | ------------ | - | ----- | ----- | ----- | ------ | ------ | ------ | --- |
| 1.  | Anglia U-19  | 3 | 2     | 1     | 0     | 12     | 1      | +11    | 7   |
| 2.  | Francja U-19 | 3 | 2     | 0     | 1     | 9      | 2      | +7     | 6   |
| 3.  | Serbia U-19  | 3 | 1     | 1     | 1     | 6      | 5      | +1     | 4   |
| 4.  | Litwa U-19   | 3 | 0     | 0     | 3     | 1      | 20     | −19    | 0   |

| 14 lipca 2024 13:00 CEST | Francja U-19 · Robillard 66' · Rossi 83' · Sangaré 90+2' | 3:1(0:1)Raport | Serbia U-19 · 34' (k) Matejić | Stadion Centralny, Janów Sędzia: Olivia Tschon |
|                          |                                                          |                |                               |                                                |

| 14 lipca 2024 16:00 CEST | Litwa U-19 | 0:10(0:5)Raport | Anglia U-19 · 5', 39', 46' Pritchard · 12' Watson · 14', 24', 55' Agyemang · 57' Lia · 68' Potter · 90+3' Earl | Stadion im. S. Dariusa i S. Girėnasa, Kowno Sędzia: Emanuela Rusta |
|                          |            |                 | |                                                                    |

| 17 lipca 2024 13:00 CEST | Serbia U-19 · Matejić 68' | 1:1(0:0)Raport | Anglia U-19 · 90' (k.) Enderby | Marijampolės Futbolo Arena, Mariampol Sędzia: Minka Vekkeli |
|                          |                           |                |                                |                                                             |

| 17 lipca 2024 17:00 CEST | Litwa U-19 | 0:6(0:4)Raport | Francja U-19 · 19', 30', 40' Robillard · 45' Coutel · 64' Lushimba Bilombi · 90' (k.) Ben Khaled | Stadion im. S. Dariusa i S. Girėnasa, Kowno Sędzia: Réka Molnár |
|                          |            |                |                                                                                                  |                                                                 |

| 20 lipca 2024 17:00 CEST | Serbia U-19 · Matejić 4', 33', 90+7' · Babić 90+4' | 4:1(2:1)Raport | Litwa U-19 · 14' Jasaitytė | Stadion im. S. Dariusa i S. Girėnasa, Kowno Sędzia: Anastasia Mylopoulou |
|                          |                                                    |                |                            |                                                                          |

| 20 lipca 2024 17:00 CEST | Anglia U-19 · Pritchard 78' | 1:0(0:0)Raport | Francja U-19 | Stadion Centralny, Janów Sędzia: Caroline Lanssens |
|                          |                             |                |              |                                                    |

### Grupa B
| Lp. | Drużyna        | M | Mecze | Mecze | Mecze | Bramki | Bramki | Bramki | Pkt |
| Lp. | Drużyna        | M | W     | R     | P     | +      | −      | +/−    | Pkt |
| --- | -------------- | - | ----- | ----- | ----- | ------ | ------ | ------ | --- |
| 1.  | Holandia U-19  | 3 | 2     | 1     | 0     | 4      | 1      | +3     | 7   |
| 2.  | Hiszpania U-19 | 3 | 1     | 1     | 1     | 2      | 1      | +1     | 4   |
| 3.  | Niemcy U-19    | 3 | 1     | 1     | 1     | 3      | 4      | −1     | 4   |
| 4.  | Irlandia U-19  | 3 | 0     | 1     | 2     | 1      | 4      | −3     | 1   |

| 15 lipca 2024 13:00 CEST | Hiszpania U-19 | 0:0(0:0)Raport | Irlandia U-19 | Marijampolės Futbolo Arena, Mariampol Sędzia: Michalina Diakow |
|                          |                |                |               |                                                                |

| 15 lipca 2024 17:00 CEST | Holandia U-19 · Huizenga 90' | 1:1(0:0)Raport | Niemcy U-19 · 75' Krüger | Stadion Centralny, Janów Sędzia: Silvia Gasperotti |
|                          |                              |                |                          |                                                    |

| 18 lipca 2024 13:00 CEST | Irlandia U-19 · O'Leary 32' | 1:2(1:0)Raport | Niemcy U-19 · 71' Schetter · 77' Portella | Stadion Centralny, Janów Sędzia: Anastasia Mylopoulou |
|                          |                             |                |                                           |                                                       |

| 18 lipca 2024 17:00 CEST | Holandia U-19 · Keukelaar 87' | 1:0(0:0)Raport | Hiszpania U-19 | Marijampolės Futbolo Arena, Mariampol Sędzia: Caroline Lanssens |
|                          |                               |                |                |                                                                 |

| 21 lipca 2024 13:00 CEST | Irlandia U-19 | 0:2(0:1)Raport | Holandia U-19 · 18' Woons · 61' Van Koppen | Marijampolės Futbolo Arena, Mariampol Sędzia: Olivia Tschon |
|                          |               |                |                                            |                                                             |

| 21 lipca 2024 13:00 CEST | Niemcy U-19 | 0:2(0:1)Raport | Hiszpania U-19 · 14' Bejarano · 86' Comendador | Stadion Centralny, Janów Sędzia: Réka Molnár |
|                          |             |                |                                                |                                              |

## Faza pucharowa
W fazie pucharowej uczestniczyły 4 zespoły, które awansowały z fazy grupowej. Rozegrane zostały półfinały. Zwycięzcy zagrali o tytuł mistrzowski. W każdym ze spotkań fazy pucharowej mecz zakończony w regulaminowym czasie remisem musiał być rozstrzygnięty poprzez trzydziestominutową dogrywkę. Jeżeli wynik nadal pozostawał nierozstrzygnięty, następowała seria rzutów karnych.
|  |                     |                |               |                 |   |                |                |       |
|  | Półfinał            | Półfinał       | Półfinał      |                 |   | Finał          | Finał          | Finał |
|  | Półfinał            | Półfinał       | Półfinał      |                 |   | Finał          | Finał          | Finał |
|  | 24 lipca, Mariampol |                |               |                 |   |                |                |       |
|  |                     |                |               |                 |   |                |                |       |
|  | Anglia U-19         | Anglia U-19    | 1             |                 |   |                |                |       |
|  | Anglia U-19         | Anglia U-19    | 1             | 27 lipca, Kowno |   |                |                |       |
|  | Hiszpania U-19      | Hiszpania U-19 | 3             |                 |   |                |                |       |
|  | Hiszpania U-19      | Hiszpania U-19 | 3             |                 |   | Hiszpania U-19 | Hiszpania U-19 | 2     |
|  | 24 lipca, Kowno     |                |               |                 |   | Hiszpania U-19 | Hiszpania U-19 | 2     |
|  |                     |                | Holandia U-19 | Holandia U-19   | 1 |                |                |       |
|  | Holandia U-19       | Holandia U-19  | Holandia U-19 | Holandia U-19   | 1 | 2              |                |       |
|  | Holandia U-19       | Holandia U-19  |               |                 |   |                |                |       |
|  | Francja U-19        | Francja U-19   | 0             |                 |   |                |                |       |
|  | Francja U-19        | Francja U-19   | 0             |                 |   |                |                |       |

UWAGA: W nawiasach podane są wyniki po rzutach karnych.

### Półfinały
| 24 lipca 2024 13:00 CEST | Anglia U-19 · Enderby 47' | 1:3(0:2)Raport | Hiszpania U-19 · 25' Agote · 45' Comendador · 69' Arques | Marijampolės Futbolo Arena, Mariampol Sędzia: Michalina Diakow |
|                          |                           |                |                                                          |                                                                |

| 24 lipca 2024 17:00 CEST | Holandia U-19 · Woons 19' · Tolhoek 42' | 2:0(2:0)Raport | Francja U-19 | Stadion im. S. Dariusa i S. Girėnasa, Kowno Sędzia: Emanuela Rusta |
|                          |                                         |                |              |                                                                    |

### Finał
| 27 lipca 2024 17:00 CEST | Hiszpania U-19 · Marisa 8' · Eguiguren 118' | 2:1 dogr.(1:0, 1:1, 1:1)Raport | Holandia U-19 · 59' Tolhoek | Stadion im. S. Dariusa i S. Girėnasa, Kowno Sędzia: Silvia Gasperotti |
|                          |                                             |                                |                             |                                                                       |

HISZPANIA

 SZÓSTY TYTUŁ

## Strzelczynie
Bramki z serii rzutów karnych nie są wliczane do klasyfikacji strzelczyń.

### 5 goli
- Nina Matejić

### 4 gole
- Poppy Pritchard
- Camille Robillard

### 3 gole
- Michelle Agyemang

### 2 gole
- Mia Enderby
- Paula Comendador
- Karlijn Woons

### 1 gol
- Madison Earl
- Vivienne Lia
- Lexi Potter
- Katy Watson
- Nermyne Ben Khaled
- Charline Coutel
- Landryna Lushimba Bilombi
- Fanny Rossi
- Wassa Sangare
- Daniela Agote
- Daniela Arques
- Noemí Bejarano
- Intza Eguiguren
- Marisa
- Hanna Huizenga
- Lotte Keukelaar
- Danique Tolhoek
- Mirte Van Koppen
- Lia O'Leary
- Karolina Jasaityte
- Melina Krüger
- Laila Portella
- Leonie Schetter
- Milica Babić

## Klasyfikacja końcowa
| Miejsce                        | Reprezentacja  | Punkty | Bramki +/− | Bramki zdobyte |
| ------------------------------ | -------------- | ------ | ---------- | -------------- |
| Strefa medalowa                |                |        |            |                |
| złoto                          | Hiszpania U-19 | 10     | +4         | 7              |
| srebro                         | Holandia U-19  | 10     | +4         | 7              |
| brąz                           | Anglia U-19    | 7      | +9         | 13             |
| brąz                           | Francja U-19   | 6      | +5         | 9              |
| Wyeliminowane w fazie grupowej |                |        |            |                |
| 5.                             | Serbia U-19    | 4      | +1         | 6              |
| 6.                             | Niemcy U-19    | 4      | -1         | 3              |
| 7.                             | Irlandia U-19  | 1      | -3         | 1              |
| 8.                             | Litwa U-19     | 0      | -19        | 1              |